# نيكولاوس بورانتاس
نيكولاوس بورانتاس (باليونانية: Νικόλαος Μπουραντάς، ولد في 1900 - 16 يناير 1981) كان أحد المتعاونين النازيين أثناء احتلال المحور لـ اليونان خلال الحرب العالمية الثانية بصفته ضابط شرطة المدينة. بعد انتهاء الحرب تمت تبرئته من تهم جرائم الحرب وترقيته إلى منصب رئيس شرطة المدينة. ذهب بورانتاس ليصبح نائبًا في البرلمان عن محافظتي أتيكا وبيوتيا ورئيسًا لخدمة الإطفاء اليونانية.